# Miniopterus
Miniopterus är ett släkte fladdermöss i familjen läderlappar (Vespertilionidae) och den enda djurgruppen i underfamiljen Miniopterinae. Enligt en studie från 2007 bör de klassificeras som självständig familj, Miniopteridae. Till släktet räknas 13 till 20 arter, däribland en i Europa – Schreibers fladdermus.

## Kännetecken
Arterna i släktet har långa fingrar och därför är deras flygmembran påfallande stora. Även svansen, som likaså är omsluten av flygmembranen, är längre än hos andra fladdermöss av samma storlek. Huvudet kännetecknas av en kort nos och tät hårbeklädnad. Pälsens färg varierar mellan rödbrun, grå och svart. Arterna är jämförelsevis små däggdjur. Kroppslängden ligger mellan 4 och 8 centimeter, svanslängden mellan 4 och 7 centimeter och vikten mellan 6 och 24 gram.
Arternas vingspann är ungefär 135 mm.

## Utbredning
Dessa fladdermöss förekommer över stora delar av hela världen. De lever i södra Europa, Afrika, stora delar av Asien, Australien och på många öar i Stilla havet.

## Levnadssätt
Individerna bildar ofta stora flockar med flera hundratusen medlemmar. De sover främst i grottor men även i mindre bergssprickor, håligheter i träd och byggnader. Liksom flera andra fladdermöss är de aktiva på natten. När de flyger slår de snabb med sina vingar. Deras föda utgörs främst av insekter, som till exempel små skalbaggar. Arter som förekommer i kalla regioner håller antingen vinterdvala eller flyttar till varmare trakter. Arterna jagar ofta 10 till 20 meter ovanför markytan. De kan dela viloplatsen med andra fladdermöss, till exempel med arter av släktena Notopteris eller Myotis.

## Fortplantning
I kalla områden sker parningen oftast under hösten, den egentliga dräktigheten börjar först under senare vintern och därför föds ungarna främst under våren. Även hos arter i tropiska regioner är fasta parningstider vanlig men här finns ingen fördröjd embryoutveckling. Dräktigheten varar cirka tre månader. Hos många arter uppfostrar honorna sina ungar tillsammans.
Ungdjuren dias ungefär två månader och efter ett till två blir ungarna könsmogna. Livslängden går upp till nio år.

## Hot
Arterna hotas främst genom förstöringen av levnadsområdet. Schreibers fladdermus försvann vid flera platser i Europa och listas av IUCN som nära hotad (near threatened). Dessutom klassificeras två arter som starkt hotade (endangered) och några arter listas med kunskapsbrist (data deficient).

## Arter
Antalet arter är inte helt utredd. Här listas 19 arter enligt Wilson & Reeder (2005) samt tre nyupptäckta arter:
- Miniopterus aelleni upptäcktes 2009 på Komorerna.[6]
- Miniopterus africanus finns i Kenya (en taxonomisk revision pågår).
- Miniopterus australis lever på sydostasiatiska öar, i östra Australien och på några öar i Stilla havet.
- Miniopterus fraterculus finns i södra Afrika (från Angola och Zambia till Sydafrika) och på Madagaskar.
- Miniopterus fuscus är endemisk på de japanska Ryukyuöarna.
- Miniopterus gleni beskrevs först 1995 som art, finns på Madagaskar.
- Miniopterus griffithsi, södra Madagaskar.
- Miniopterus inflatus förekommer i centrala och södra Afrika.
- Miniopterus macrocneme finns på Nya Guinea, Nya Kaledonien och Vanuatu.
- Miniopterus magnater lever i Sydostasien och på Nya Guinea.
- Miniopterus maghrebensis hittas i nordvästra Afrika.
- Miniopterus majori finns endast på Madagaskar.
- Miniopterus manavi finns likaså på Madagaskar och Komorerna.
- Miniopterus medius lever på Malackahalvön, i Indonesien och på Nya Guinea.
- Miniopterus minor är den minsta arten i släktet. Finns i centrala Afrika och på Madagaskar.
- Miniopterus mossambicus har utbredningsområdet i östra Afrika.
- Miniopterus natalensis, utbredningsområdet sträcker sig från Arabiska halvön och Sudan till Sydafrika.
- Miniopterus newtoni, lever endemisk på São Tomé.
- Miniopterus pusillus förekommer i Sydostasien, på Nya Guinea och västra Oceanien.
- Miniopterus paululus lever på öar i Sydostasien.
- Miniopterus pusillus förekommer från Indien och Nepal till Sydostasiens övärld.
- Miniopterus robustior är endemisk på Loyautéöarna som tillhör Nya Kaledonien.
- Schreibers fladdermus (Miniopterus schreibersi) lever i Sydeuropa, Afrika, södra Asien, på Sydostasiens öar och Australien.
- Miniopterus shortridgei finns på öar i Sydostasien.
- Miniopterus tristis lever på öar i Sydostasien och Oceanien.